# Ивановка (Ивановский сельсовет, Красноярский край)
Ива́новка— деревня в Партизанском районе Красноярского края, административный центр Ивановского сельсовета.

## География
Деревня расположена примерно в 27 км (по прямой) на юг-юго-восток от районного центра села Партизанское.

### Климат
Климат умеренно холодный, континентальный. Вегетационный период продолжается, в среднем, 135–148 дней, а безморозный в среднем 96 дней, с колебаниями в отдельные годы от 105 до 79 дней. Устойчивый снежный покров лежит более пяти месяцев (в среднем с первой декады ноября до конца апреля). Средняя высота снежного покрова под пологом составляет 56 см, на открытых участках – 19 см. Среднегодовое количество осадков 375 мм. Средняя температура воздуха за год -0,9°С.

## История
Деревня основана в 1899 году, первоначальное название — Джи-Балджуйское.

## Население
| 2010 |
| ---- |
| 299  |

Постоянное население составляло 403 человека в 2002 году (94% русские), 299 человек в 2010 году.